# Mina Ahadi
Mina Ahadi (Abhar, Irán, 1956 –) (pontos születési dátuma ismeretlen) egy Németországban élő és tevékenykedő, a vallásszabadságért és a nők egyenjogúságáért küzdő iráni származású emberjogi aktivista.

## Élete

### Tevékenysége Iránban
Mina Ahadi egy azeri nemzetiséghez tartozó iráni családban született 1956-ban. Édesapja még gyermekkorában meghalt. Édesanyja nem ment újból férjhez, mindenféle fényűzés nélkül próbálta meg fölnevelni 4 gyermekét. Az utcán csadort viselt, mint abban a korban minden iráni nő.
Ahadi a Täbriz-i egyetemen orvosi tanulmányokat folytatott, csatlakozott a sah uralmával szemben álló baloldali ellenzékhez. A sah megdöntése és az iszlám vallási állam megalapítása után tiltakozó akciókat szervezett, amiért eltávolították az egyetemről. Egy gyárban kezdett dolgozni. 1980 végén az titkosszolgálat házkutatást tartott Ahadi lakásán, férjét és 5 vendégét letartóztatták, majd rövid idő múlva kivégezték őket. A bíróság halálra ítélte Ahadit is, aki előbb Teheránban bujkált, majd az ország nyugati, kurdok lakta régiójában próbált meg eltűnni a hatóságok elől. 1981-től kezdve 10 évig a kurd kommunista Kommalah nevű szervezet partizánjaként harcolt, majd 1990-ben elhagyta Iránt.
Európába szökött és előbb Bécsben, majd 1996-ban a németországi Kölnben telepedett le.

### Közéleti fellépése Európában
Ahadi Németország egyik legismertebb emberjogi harcosa. Politikai téren a baloldalhoz áll közel, partizán múltja mellett ide köti az Iráni Kommunista Munkáspárt vezetésében betöltött vezetői tisztje is.
2001-ben megalapította a Megkövezés Elleni Nemzetközi Bizottságot, illetve a Halálbüntetés Elleni Nemzetközi bizottság tagja 2004 óta.

Mina Ahadi nevét azonban a iszlám vallást illető kritikája tette ismertté. Ahadi a vallásokat csupán az elnyomás egyik eszközének tekintő elkötelezett ateista. 2007-ben megalapította a Volt Muzulmánok Németországi Központi Tanácsát (CREM). A szervezet zászlóbontása hatalmas felháborodást váltott ki a németországi muszlim vallási körökben, Ahadit a szélsőséges körök merényletekkel fenyegették meg. A felháborodás fokozódott, amikor 2008 februárjában Ich habe abgeschworen (Leszámoltam) címmel ateista világnézetét alátámasztó művet jelentetett meg, amelyben ismételten éles kritikával illette az iszlámot.
Mina Ahadi az ellene érkező fenyegetések miatt rendőri védelem alatt él Kölnben. Osztrák állampolgár, két gyerek anyja.